# 大凧会館

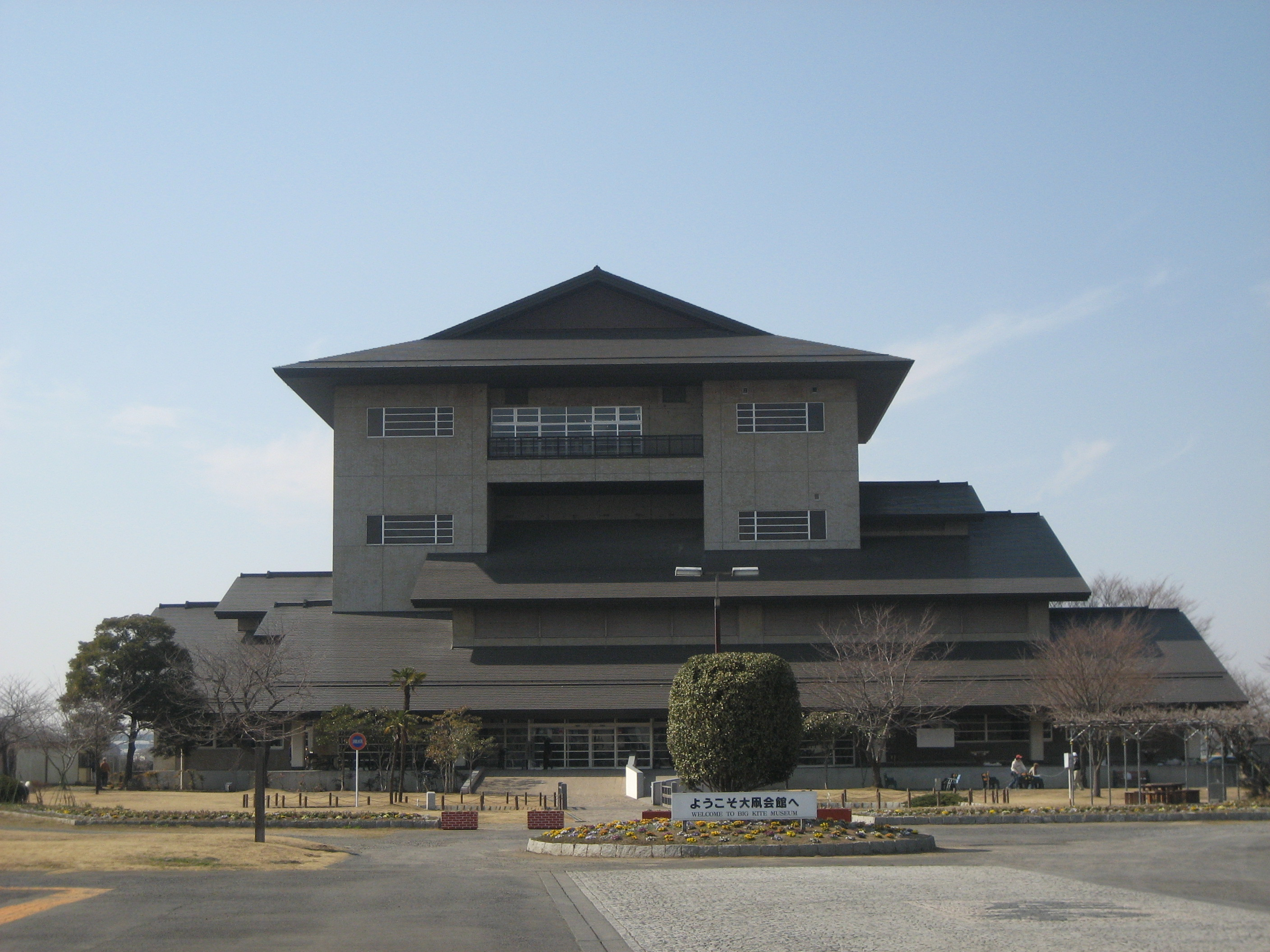
大凧会館

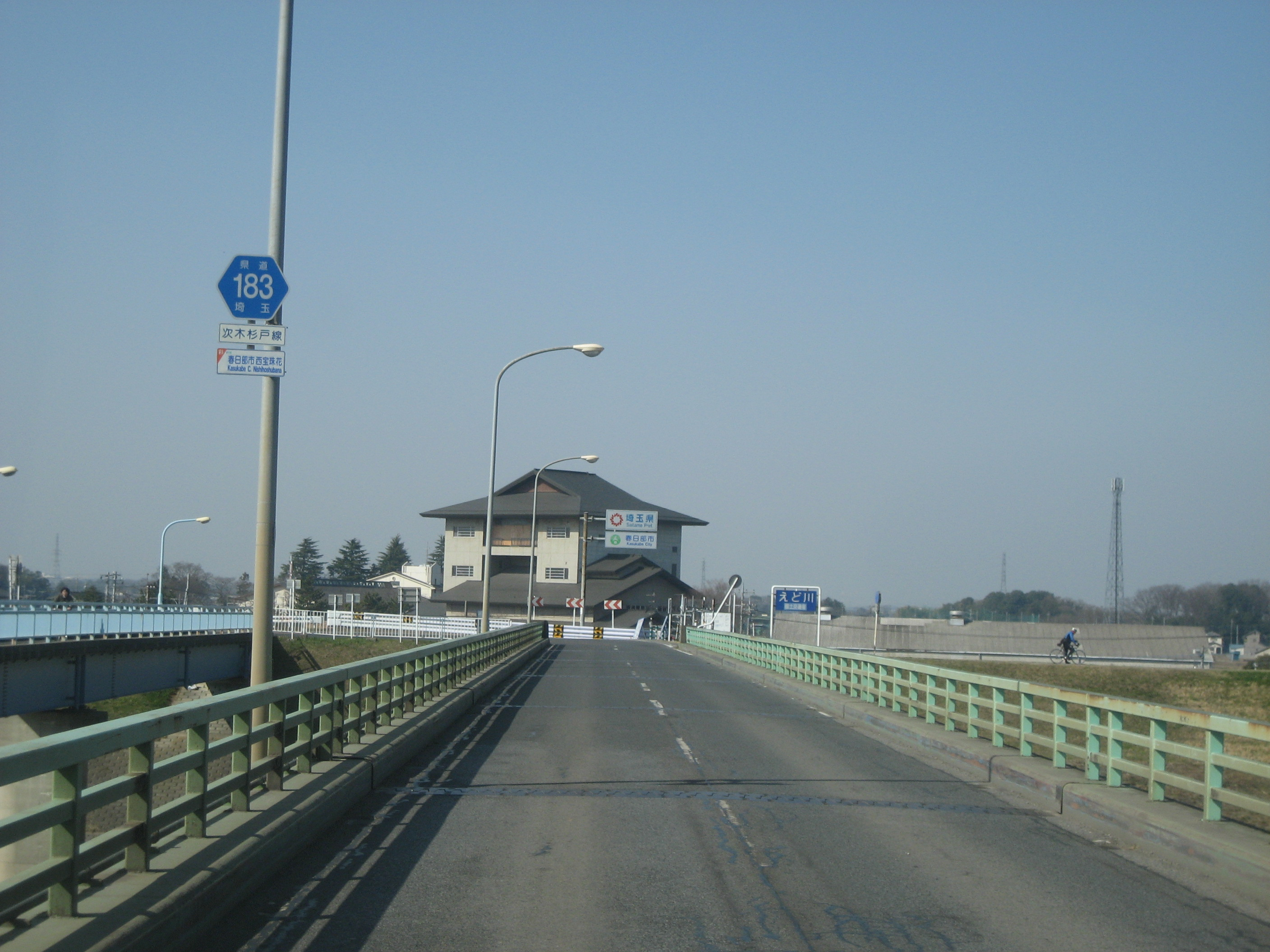
宝珠花橋上から見た埼玉県側（対岸の大きな建物が大凧会館）（2013年3月）

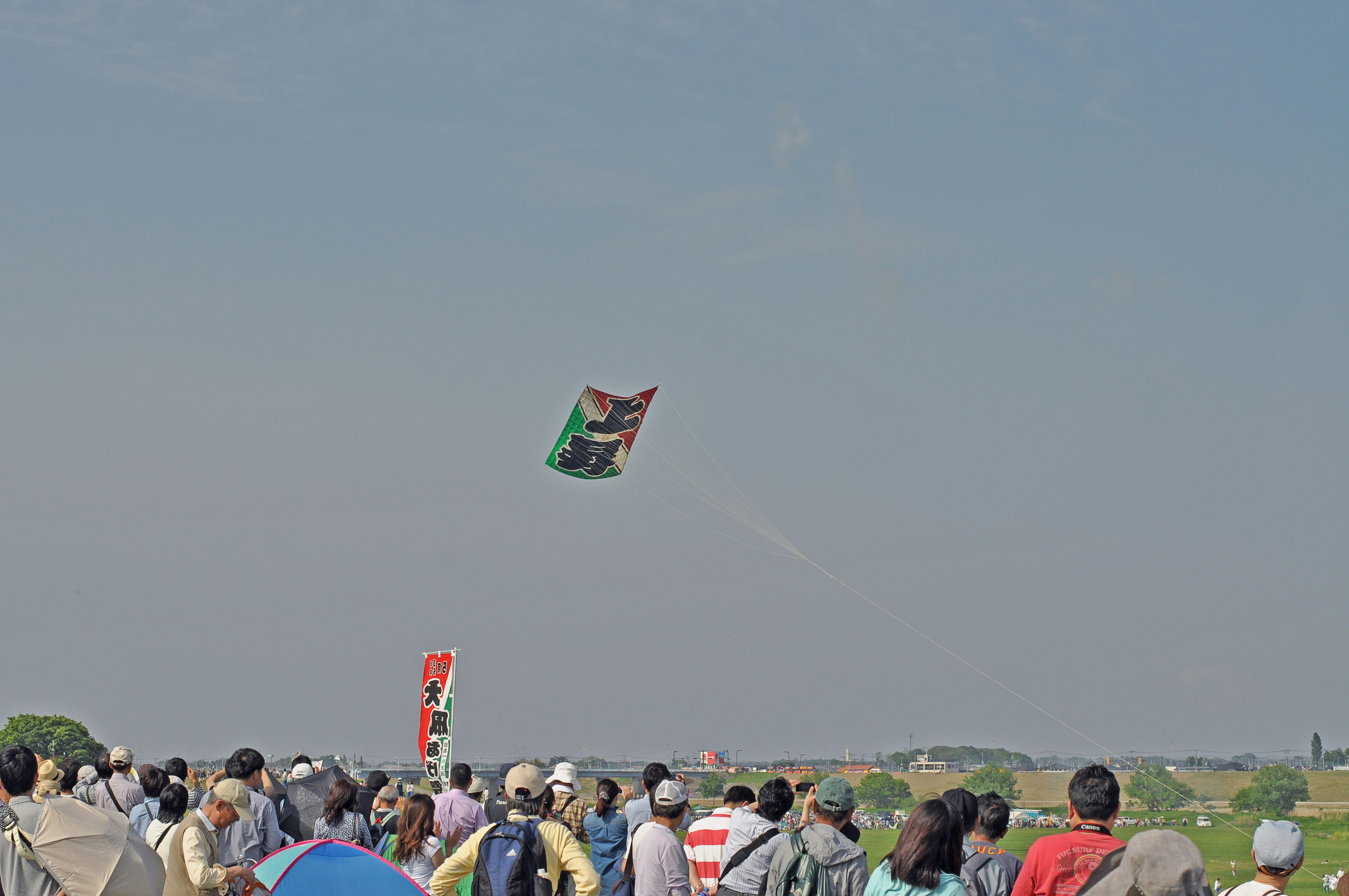
大凧あげ祭り

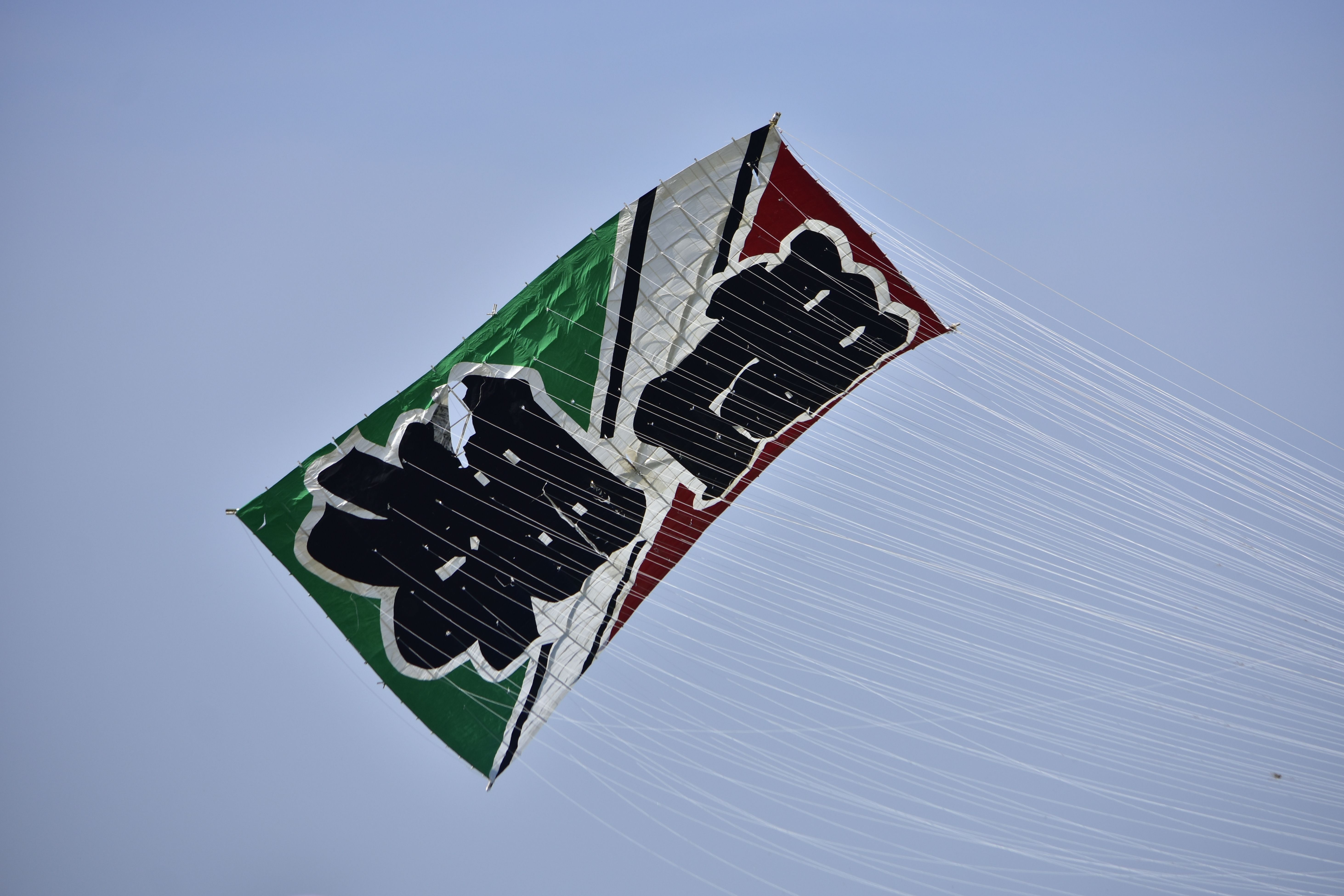
大凧あげ祭り 2023

大凧会館（おおだこかいかん）は、埼玉県春日部市西宝珠花（旧・庄和町、さらにそれ以前は宝珠花村）にあった会館。地元で製作した大凧の他、日本各地や世界各国の凧を展示していた。また、春日部市庄和地域の歴史を見学することができる歴史資料室も館内に併設していた。
会館の北を流れる江戸川河川敷は、毎年1月中旬の日曜に開催される「春日部新春凧あげ大会」および、毎年5月の3日と5日に開催される「大凧あげ祭り」の会場になっている。また「大凧あげ祭り」は「関東の大凧揚げ習俗」として、国の選択無形民俗文化財に選択されている。2014年以降も行われている。

## 概要
旧・庄和町が建設し、1990年（平成2年）4月に開館。閉館前の展示内容・サービスの状況として、1階から4階までを吹き抜けにした展示室に、大凧あげ祭りで実際に使用された大凧（百畳凧）をはじめ、日本国内や世界各地の凧、約450点あまりを展示していた。 また、伝統の凧師、世界での凧の呼び名なども紹介されていた。2階は歴史資料室になっており、縄文時代の竪穴建物、昔の生活用具などが展示されていた。会館利用者には、サイクリング用自転車の貸し出しも行っていた。そして2011年3月の東日本大震災による施設損傷のため、長期休館となった。
その後、平成26年(2014年)第2回（4月）臨時会(市議会)により、2014年4月1日の正式閉館が決定された。2014年10月より解体され、跡地は大凧公園として整備・利用されている。

## 移設展示
2024年(令和6年)8月1日、大凧文化交流センター(愛称：ハルカイト、旧・宝珠花小学校を改修・活用)が開館し、大凧会館で展示していた考古資料や民俗資料などが移設されて展示・紹介されている。
- 住所 - 春日部市西宝珠花593番地(旧・宝珠花小学校跡地)

## 休館直前の利用案内
- 開館時間 9時 - 16時30分
- 入館料
  - 普通：一般300円、児童・生徒150円
  - 団体：一般250円、児童・生徒100円

（団体は20名以上、児童・生徒は小学生から高校生まで）

### 所在地
- 埼玉県春日部市西宝珠花637

## 交通
- 電車：東武野田線南桜井駅下車、タクシー10分
- 春日部駅東口から朝日自動車「関宿中央ターミナル」行き「大凧公園入口」バス停下車徒歩1分（「大凧あげ祭り」開催日は春日部駅東口より「直行　大凧公園」表示で運転される、会館構内とを結ぶ直行便を頻発する）
- 東武動物公園駅東口から朝日自動車「関宿中央ターミナル」行き「大凧公園前」バス停下車すぐ
  - 朝日自動車の停留所名は2014年4月1日以降も「大凧会館入口／大凧会館前」のままだったが、2016年7月1日から「大凧公園入口／大凧公園前」に変更した。
- 春日部市コミュニティーバス（春バス）庄和地区北ルート「大凧公園」バス停下車（月・水・金曜運行、1日2便）
  - 春バスの停留所名は2014年4月1日以降も「大凧会館」のままだったが、2015年3月30日から「大凧公園」に変更した。
- 自動車等：国道4号バイパスから立野西交差点を宝珠花橋方向（県道埼玉県道320号西宝珠花春日部線）へ。